# سید نصرالله بنی‌صدر

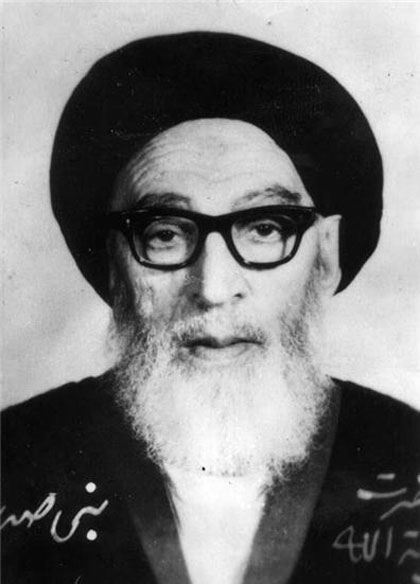

سید نصرالله بنی‌صدر معروف به صدرالعلمای همدانی از تبار سادات موسوی در روستای باغچه کبودراهنگ چشم به جهان گشود. او فرزند سید صالح بنی‌صدر معروف به مجدالعلماء بود همچنین او پدر سید فتح‌الله بنی‌صدر و ابوالحسن بنی‌صدر اولین رئیس‌جمهور ایران بود. پس از تحصیلات مقدماتی و سطوح در تهران برای مدارج عالی راهی نجف شد. وی پس از بازگشت از نجف در همدان ساکن شد و منزل او محل رفت‌وآمد مردم شهر شد. رابطه دوستی با روح‌الله خمینی داشت و همچنین از مخالفان حکومت پهلوی بود بطوریکه هنگامی که قرآن‌هایی با جلد محمدرضا شاه به روحانیون داده شد وی از دریافت آن قرآن امتناع ورزید. و در مرداد ماه ۱۳۸۸ مجموعه آثار وی در پایگاه داده نسخ خطی قرار داده شد.
تحصیلات وی در نجف بوده و از استادان وی باید سید ابوالحسن اصفهانی، آقا ضیاءالدین عراقی و میرزای نائینی را عنوان کرد.
وی به سال ۱۳۹۱ قمری (۱۳۵۰ شمسی) در پاریس درگذشت و در نجف (مقبره محمدحسن غروی اصفهانی معروف به کمپانی - ایوان طلای حرم علی بن ابی‌طالب) دفن شد. آرامگاه او در کنار مناره سمت راست حرم علی در جوار آرامگاه سید مصطفی خمینی قرار دارد.